# Rok Švab
Rok Švab, slovenski harmonikar; * 15. april 1984, Celje.
Je harmonikar ansambla Modrijani in direktor Založbe Vox NOVA, od leta 2004 vodi tudi lastno glasbeno šolo.

## Zasebno
S partnerko in otrokoma živi v Novi Cerkvi. Njegov bratranec je Blaž Švab.